# 949

949(구백사십구)는 948보다 크고 950보다 작은 자연수다.

## 수학
- 합성수로, 그 약수는 1, 13, 73, 949다. 진약수의 합은 87이므로, 949는 부족수다.
  - 284번째 반소수다. 앞의 반소수는 943, 다음 반소수는 951이다.
- {\displaystyle 949=7^{2}+30^{2}=18^{2}+25^{2}}
  - 서로 다른 두 자연수의 제곱합으로 나타낼 수 있는 수다.
- 피타고라스 삼조의 빗변의 길이이다.
  - {\displaystyle 301^{2}+900^{2}=949^{2}}[a]
  - {\displaystyle 420^{2}+851^{2}=949^{2}}[b]
- {\displaystyle 74^{3}-1}은 949로 나누어떨어진다.

## 과학
- NGC 949: 삼각형자리 방향에 있는 나선 은하.

## 교통
- 949번 홋카이도도(일본어판)
- 주도 제949호선

## 문화유산
- 대한민국의 보물 제949호: 예념미타도량참법

## 기타
- 연도: 949년, 기원전 949년